# Petteri Lax
Petteri Lax (né le 12 octobre 1985 à Huittinen) est un athlète finlandais, spécialiste du saut en longueur.

## Carrière
Son meilleur saut est de 8,11 m, réalisé en 2008. Il a obtenu la médaille d'argent aux Championnats d'Europe espoirs 2007 et le titre finlandais en 2008. Lors des qualifications, il saute 7,98 m (SB) pour entrer en finale des Championnats d'Europe d'athlétisme 2010, au cours de laquelle il prend à la 7e place. Le 28 juillet 2008 il avait porté son record à 8,11 m à Tampere.

### Palmarès
| Date | Compétition                   | Lieu      | Résultat | Performance |
| ---- | ----------------------------- | --------- | -------- | ----------- |
| 2007 | Championnats d'Europe espoirs | Debrecen  | 2e       | 7,89 m      |
| 2010 | Championnats d'Europe         | Barcelone | 7e       | 7,96 m      |